# Edward Island
Edward Island är en ö i Kanada.   Den ligger i provinsen Ontario, i den sydöstra delen av landet, 1 000 km väster om huvudstaden Ottawa.